# جمع العينات في الطب

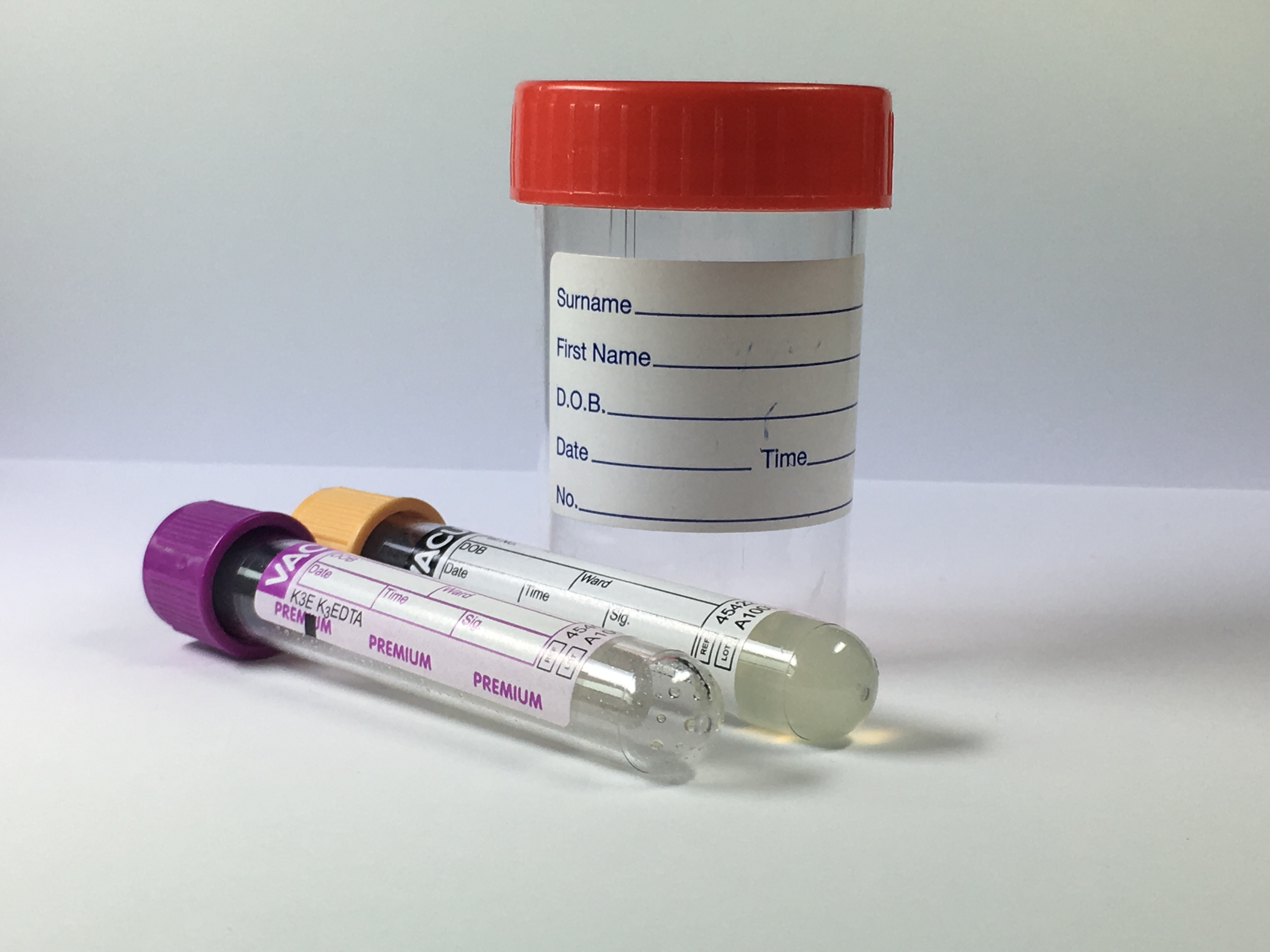

في الطب جمع العينات هو جمع مادة من الجسم للمساعدة في عملية التشخيص الطبي، وتقييم مؤشر للعلاج. والعينة هي المادة المأخوذة من الشخص، وأداة جمع العينات هي التي تستعمل لأخذ العينة .
جمع العينة هو متطلب ضروري للعديد من الاختبارات الطبية وبصورة عامة هو ليس للفحص البدني والتاريخ  الطبي والاختبارات الإشعاعية
تصنف حسب :
- التقنية
- المادة أو حالة المادة
- المكون أو العنصر المراد فحصه

## تقنيات جمع العينات
- الحصول على الإفرازات التي تخرج من الجسم بصورة مباشرة مثل البول، والقيء, والبراز، والقشع (مادة مخاطية), واللعاب يمكن جمعه من الفم.
- الاستئصال (القطع ) :- هي الطريقة الشائعة لإزالة عينات من الأنسجة الصلبة أو الرخوة.
- الثقب (البزل) ويليها السحب :- هي الطريقة الأساسية لجمع العينات للعديد من  أنسجة وسوائل الجسم مثل ثقب (بزل) الصدر لأخذ عينة من السائل المصلي (الجنبي) وثقب السائل الأمنيوسي (الجنيني) لأخذ عينة منه. وأهم خطوة فيها هي سحب الإبرة الرفيعة، وهناك تنوع في تصميم الإبر مثل الإبرة المستعملة لنخاع العظم والثقب بدون سحب كما في أخذ عينة الشعيرات الدموية .
- الكشط (المسح) :- كما في اختبار عنق الرحم يتم كشط الخلايا في عنق الرحم بواسطة معلقة خاصة وفرشاة أو جهاز شفط خاص يتم إدخاله إلى النسيج دون الحاجة إلى ثقب ويمكن الحصول على الخلايا الطلائية (الظهارية) لاختبار الحمض النووي عن طريق المسح داخل خدود الفم.

## الخزعة والأمراض الخلوية
الخزعة :  وفيها شكل الخلية أو ال أنسجة محفوظ .والاستفادة من فحص الخلايا مجتمع ومنفرد لغرض دراسة علم الأنسجة
علم الأمراض الخلوي :  لحفظ الخلايا المفردة وليس ضروري حفظ شكل النسيج
وأمثلة عليها : خزعة نخاع العظم و الدماغ والجلد (البشرة) والكبد.

## على حسب المادة:-وتصنف حسب المقارنة بين السيولة والصلابة
- أنسجة صلبة : مثل خزعة نخاع العظم
- أنسجة رقيقة : مثل خزعة العضلات
- سوائل الجسم
- عينات سوائل الجسم تشمل:

جمع عينات الدم لإجراء فحص للدم وتشــــــــــمل :
1. جمع عينات الدم الشرياني : مثل ثقب الشريان الكعبري لأجل تحليل غازات الدم الشرياني .
2. جمع عينات الشعيرات الدموية :- ويتم عن طريق استخدام مشرط الدم للثقب ويليها اندفاع الدم بواسطة الخاصية الشعرية في أنبوبة صغيرة أو شريط ويستخدم لمراقبة الجلكوز في مرضى سكري الدم.
3. جمع عينات الدم الوريدي (الثقب الوريدي):- وتستخدم لعمل فحص السكر في الدم، كما تشمل معظم فحوصات الدم باستخدام الدم الوريدي الذي يجمع في أنابيب اختبار مخصصة لجمع عينات الدم ويقوم بها شخص مدرب لسحب الدم من الوريد في أنابيب اختبار عادة ما تكون مغلقة وقد تحتوي على نوع معين من المواد الحافظة.
4. جمع عينات السائل النخاعي : عن طريق ثقب المنطقة القطنية .
5. جمع عينات السائل الجنبي : عن طريق الثقب الصدري.
6. جمع عينات السائل السلوي : عن طريق الثقب الأمينوسي.
7. جمع عينات السائل البريتوني : عن طريق الثقب الصفاق.

ويستخدم للكشف عن انتشار الأورام النسائية (أورام الجهاز التناسلي الأنثوي) في علم الخلايا.

## حسب العناصر المراد فحصها
يمكن تحليل المادة إلى مختلف المكونات مثل :
- العناصر المعدنية.
- البروتينات.
- الخلايا: مثل خلايا الدم البيضاء.
- الأحياء الدقيقة: مثل الفطريات والبكتريا.

## جمع عينات الأحياء الدقيقة
- جمع عينات الدم لزراعتها وعادة ما تكون الفحوصات مماثلة لما تم شرحه في عينات سوائل الجسم.
- مسحة الحلق لزراعتها: بواسطة وضع قطعة قطنية ومسحها على سطح الحلق.
- جمع عينات البلغم من الرئتين لزراعتها : يتم جمع عينات البلغم (القشع) بواسطة تقنيات خاصة في السعال أو فرشاة عينات محمية يتم إدخالها داخل أنبوبة بلاستيكية لمنع تلوثها بواسطة البكتريا التي في الحلق عندما ندخلها ونخرجها من الرئة.